# (6616) Plotinos
(6616) Plotinos  es un asteroide perteneciente al cinturón de asteroides, descubierto el 25 de marzo de 1971 por Cornelis Johannes van Houten e Ingrid van Houten-Groeneveld sobre placas de Tom Gehrels desde el Observatorio de Palomar, en Estados Unidos.

## Designación y nombre
Plotinos se designó inicialmente como 1175 T-1.
Más adelante fue nombrado en honor al filósofo griego Plotino (205-270). En Alejandría, Plotino estudió con el filósofo Amonio Saccas y participó en la guerra de Gordiano III contra los persas. Entre 244 y 268 dirigió una escuela de filosofía neoplatónica. Combinó la escuela de Platón con elementos gnósticos y misticismo oriental, e influyó profundamente en Agustín y, por lo tanto, también en el cristianismo.

## Características orbitales
Plotinos orbita a una distancia media del Sol de 2,416 ua, pudiendo acercarse hasta 2,0123 ua y alejarse hasta 2,709 ua. Tiene una excentricidad de 0,121 y una inclinación orbital de 6,100° grados. Emplea en completar una órbita alrededor del Sol 1371,75 días.
Pertenece a la familia de asteroides de (4) Vesta.

## Características físicas
Su magnitud absoluta es 14,13. Tiene 4,054 km de diámetro. Su albedo se estima en 0,205.